# 克科文鎮區 (明尼蘇達州斯威夫特縣)
克科文鎮區（英語：Kerkhoven Township）是位於美國明尼蘇達州斯威夫特縣的一個行政鎮區。

## 地方資料
克科文鎮區的面積為91.90平方千米，當中陸地面積為91.00平方千米，而水域面積為0.90平方千米。根據2020年美國人口普查的數據，當地共有人口227人，而人口密度為每平方千米2.47人。